# جيجيجا
جيجيجا (بالإنجليزية: Jijiga) هي مدينة، بلغ عدد سكانها 159٬300  نسمة، في 2015.

## المناخ
يظهر الجدول التالي التغييرات المناخية على مدار السنة لجيجيجا:
| البيانات المناخية لـجيجيجا        | البيانات المناخية لـجيجيجا | البيانات المناخية لـجيجيجا | البيانات المناخية لـجيجيجا | البيانات المناخية لـجيجيجا | البيانات المناخية لـجيجيجا | البيانات المناخية لـجيجيجا | البيانات المناخية لـجيجيجا | البيانات المناخية لـجيجيجا | البيانات المناخية لـجيجيجا | البيانات المناخية لـجيجيجا | البيانات المناخية لـجيجيجا | البيانات المناخية لـجيجيجا | البيانات المناخية لـجيجيجا |
| الشهر                             | يناير                      | فبراير                     | مارس                       | أبريل                      | مايو                       | يونيو                      | يوليو                      | أغسطس                      | سبتمبر                     | أكتوبر                     | نوفمبر                     | ديسمبر                     | المعدل السنوي              |
| --------------------------------- | -------------------------- | -------------------------- | -------------------------- | -------------------------- | -------------------------- | -------------------------- | -------------------------- | -------------------------- | -------------------------- | -------------------------- | -------------------------- | -------------------------- | -------------------------- |
| متوسط درجة الحرارة الكبرى °م (°ف) | 25.8 (78.4)                | 26.7 (80.1)                | 28.2 (82.8)                | 26.7 (80.1)                | 27.3 (81.1)                | 26.7 (80.1)                | 25.6 (78.1)                | 25.9 (78.6)                | 26.5 (79.7)                | 26.7 (80.1)                | 26.2 (79.2)                | 25.6 (78.1)                | 26.5 (79.7)                |
| المتوسط اليومي °م (°ف)            | 16.4 (61.5)                | 18.4 (65.1)                | 20.3 (68.5)                | 20.2 (68.4)                | 20.9 (69.6)                | 21.1 (70.0)                | 20.5 (68.9)                | 20.6 (69.1)                | 20.7 (69.3)                | 18.9 (66.0)                | 17.4 (63.3)                | 16.9 (62.4)                | 19.4 (66.8)                |
| متوسط درجة الحرارة الصغرى °م (°ف) | 7.1 (44.8)                 | 10.2 (50.4)                | 12.4 (54.3)                | 13.7 (56.7)                | 14.6 (58.3)                | 15.5 (59.9)                | 15.5 (59.9)                | 15.3 (59.5)                | 14.9 (58.8)                | 11.2 (52.2)                | 8.7 (47.7)                 | 8.2 (46.8)                 | 12.3 (54.1)                |
| معدل هطول الأمطار مم (إنش)        | 11 (0.4)                   | 25 (1.0)                   | 47 (1.9)                   | 105 (4.1)                  | 93 (3.7)                   | 56 (2.2)                   | 84 (3.3)                   | 127 (5.0)                  | 101 (4.0)                  | 41 (1.6)                   | 16 (0.6)                   | 6 (0.2)                    | 712 (28)                   |
| متوسط الرطوبة النسبية (%)         | 49.4                       | 46.7                       | 51.7                       | 61.6                       | 63.1                       | 64.5                       | 63.9                       | 64.1                       | 62.7                       | 57.7                       | 49.9                       | 50.3                       | 57.1                       |
| المصدر #1: Climate Data           |                            |                            |                            |                            |                            |                            |                            |                            |                            |                            |                            |                            |                            |
| المصدر #2: humidity[إخفاق التحقق] |                            |                            |                            |                            |                            |                            |                            |                            |                            |                            |                            |                            |                            |

## أعلام
- حواء تاكو
- تكله هواريات تكله ماريام